# 张氏紫蛤
张氏紫蛤（学名：Sanguinolaria tchangsii），是帘蛤目紫云蛤科西施舌属的一种。主要分布于中国大陆，常栖息在潮间带。